# 桑噶匝
桑噶匝(梵文：Pankaja / Sankaja)，印度大乘密宗人士，八十四成就者之一。

## 簡介
桑噶匝出身於富裕的婆羅門家庭，他出生沒多久，有人在池塘邊放置一尊觀世音菩薩像；因為附近的人們都日夜膜拜大梵天，年幼的桑噶匝以為那尊觀世音像就是大梵天，所以他也每天獻供三次膜拜尊像。
有一天，當桑噶匝正準備獻供時，尊貴的龍樹大師正好經過，並獻上一朵花。尊像伸出手來，將大師獻供的花放在頭頂。桑噶匝見狀十分氣惱，質疑為何自己獻供了十二年，尊像沒有一次接受。此時尊像開口說道：「你的思想尚未清淨，我對你的行為並不滿意。」桑噶匝立刻生起懺悔之心，頂禮在龍樹大師尊前懺悔。龍樹大師接受了桑噶匝的懺悔，並賜予灌頂以及統合觀與行的禪修教授。瞭解這要點後，桑噶匝如實地修持了七天就得到成就，他給予許多眾生加持與教導。最後進入空行淨土。